# Silhouettea sibayi
Silhouettea sibayi is een  straalvinnige vissensoort uit de familie van grondels (Gobiidae). De wetenschappelijke naam van de soort is voor het eerst geldig gepubliceerd in 1970 door Farquharson.
De soort staat op de Rode Lijst van de IUCN als Bedreigd, beoordelingsjaar 2007.